# Aartsbisdom Nueva Segovia

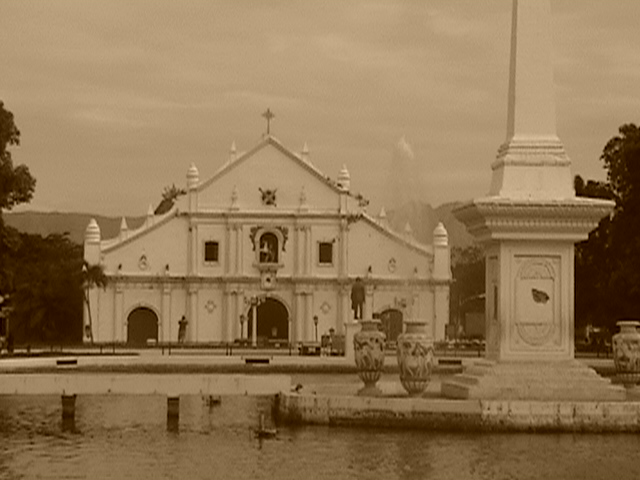
St. Paul's Cathedral in Vigan City

Het Aartsbisdom Nueva Segovia (Latijn: Archidioecesis Novae Segobiae) is van de 16 rooms-katholieke aartsbisdommen van de Filipijnen. Het gebied van het aartsbisdom Nueva Segovia omvat de gehele provincie Ilocos Sur. De suffragane bisdommen zijn Bisdom Baguio, Bisdom Bangued en Bisdom Laoag. De metropolitane kathedraal van het aartsbisdom Nueva Segovia is de Metropolitan Cathedral of the Conversion of St. Paul the Apostle. De aartsbisschop van Nueva Segovia is sinds 2013 Marlo Mendoza Peralta. Het aartsbisdom had in 2004 een totaal aantal van 523.813 geregistreerde gedoopte katholieken.

## Geschiedenis
Nueva Segovia behoorde oorspronkelijk tot het bisdom Manila, dat op 6 februari 1579 was gecreëerd als suffragaan bisdom van Mexico. Toen het bisdom van Manila werd verheven tot aartsbisdom door Paus Clemens VIII werd Nueva Segovia op 14 augustus 1595 als suffragaan bisdom gecreëerd, samen met Nueva Caceres en Cebu. De eerste bisschop was Miguel de Benavides. Tot 1758 was de zetel van het aartsbisdom in Nueva Segovia (het tegenwoordige Lal-lo in de provincie Cagayan). Vanaf 1758 is de zetel in de stad Vigan City. Op 29 juni 1951 werd het bisdom verheven tot aartsbisdom met de bisdommen Baguio, Bangued en Laoag als suffragane bisdommen.

## (Aarts)bisschoppen[3]
- Miguel de Benavides (30 aug 1595 - 7 okt 1602)
- Diego Soria (15 nov 1602 - 1613)
- Miguel García Serrano (3 aug 1616- 12 feb 1618)
- Juan Rentería (5 maart 1618 - 1626)
- Fernando Guerrero (17 mei 1627 - 9 jan 1634)
- Diego Aduarte (23 jan 1634 - 1636)
- Fernando Montero Espinosa(16 jul 1639 - 5 feb 1646)
- Rodrigo Cárdenas (30 mei 1650 - 1661)
- Jose Millan de Poblete (27 mei 1675 - ?)
- Francisco Pizaro de Orellana (27 mei 1680 - 2 sep 1683)
- Diego Gorospe de Irala (1 jun 1699 - 20 mei 1715)
- Pedro Mejorada (1 okt 1717 - 31 jul 1719)
- Jeronimo Herrera y Lopez (20 nov 1724 - maart 1742)
- Manuel del Rio Flores (16 mei 1744 - 1745)
- Juan de Arechederra (19 jan 1750 - 12 nov 1751)
- Luciano Santiago (3 apr 1753 - 1757)
- Juan de La Fuente Yepes (28 mei 1753 - 1757)
- Luciano Santiago (28 mei 1753 - 1757)
- Juan de La Fuente Yepes ( 1754 - 1757)
- Bernardo de Ustariz (19 dec 1763 - 2 aug 1764)
- Miguel García San Esteban (16 sep 1768 - 11 nov 1779)
- Agustín Pedro Blaquier (20 jul 1801 - 31 dec 1803)
- Cayetano Pallás (6 okt 1806 - 1814)
- Francisco Albán Barreiro (14 apr 1817 - 8 dec 1837)
- Rafael Masoliver (19 jan 1846 - ?)
- Vicente Barreiro y Pérez (14 apr 1848 - 17 mei 1856)
- Juan José Aragonés (27 maart 1865 - 14 aug 1872)
- Mariano Cuartero y Sierra (16 jan 1874 - 2 aug 1887)
- José Hevía y Campomanes (27 mei 1889 - 25 jun 1903)
- Dennis Joseph Dougherty(10 jun 1903 - 19 apr 1908)
- James Jordan Carroll (21 jun 1908 - 26 okt 1912)
- Peter Joseph Hurth (7 jan 1913 - 12 nov 1926)
- Santiago Caragnan Sancho (22 apr 1927 - 12 okt 1966)
- Juan C. Sison (12 okt 1966 - 12 sep 1981)
- Jose Tomas Sanchez (12 jan 1982 - 22 maart 1986)
- Orlando Beltran Quevedo (22 maart 1986 - 30 mei 1998)
- Edmundo M. Abaya (22 mei 1999 - 12 feb 2005)
- Ernesto Antolin Salgado (12 feb 2005 - 30 december 2013)
- Marlo Mendoza Peralta (30 december 2013 - heden)